# 京都大学臨界集合体実験装置
京都大学臨界集合体実験装置（きょうとだいがくりんかいしゅうごうたいじっけんそうち、英: Kyoto University Critical Assembly、略称：KUCA）は、大阪府泉南郡熊取町にある京都大学複合原子力科学研究所の臨界実験装置（原子炉）である。原子炉としては1基であるが、炉心を組む場所（炉心架台）が三か所あり、世界的にも数少ない複数架台方式の装置となっている。原子炉の核特性に関する基礎研究、開発研究および教育訓練を行うことを目的として建設され、全国大学の共同利用研究施設として使われている。初臨界翌年の1975年より京大原子核工学の学部学生と全国の原子力工学を専攻する大学院生に対する炉物理実験を開始、さらに2002年からは海外の学生にも同じ実験コースの提供を始め、2018年度までに4,200名以上の学生が受講している。

## 施設概要
研究所にはKUCA建設前から京都大学研究用原子炉（KUR）が存在したが、KURは原子炉物理や原子炉設計に適当な装置ではないことから、原子力基礎研究の研究者から原子炉炉心の基礎研究に使える臨界実験装置の要望があった。一方、中性子利用の研究者からは、1965年に臨界となったブルックヘブン国立研究所のHFBR（熱出力40MW）による中性子ビーム実験のめざましい研究成果に触発されて大出力・高中性子束密度の研究炉の要望が挙がり、研究所は高中性子束の2号炉建設の計画をスタートさせることにした。そこで、単に原子炉物理の基礎研究のみではなく、高中性子束炉（京大2号炉、KUHFR）の炉心特性の研究も行うことを盛り込んだKUCA建設計画が進められることになった。1972年5月にKUCA増設の原子炉設置変更許可申請書を提出し、同年8月に承認された。予算は1972年度から措置されたものの地元との調整のため着工は1973年6月となり、1974年3月30日に竣工した。
KUR（軽水減速炉）の経験があることからKUCAの初臨界は軽水減速炉心で行われることになり、1974年8月6日にC架台で初臨界を達成した。続いて同年12月にかけてB架台、A架台と初臨界を達成した後、翌1975年から共同利用研究が開始された。初臨界以後、高中性子束炉のための基礎研究、トリウムサイクルに関する基礎研究、中速中性子場の基礎研究、未臨界実験の延長としての研究等が行われてきた。2009年には、隣接するイノベーションリサーチラボに設置されたFFAG加速器と接続して世界初の加速器駆動未臨界炉の実験が開始された。
福島第一原子力発電所事故を受けて試験研究炉の規制基準も厳格化されたことにともない、2014年3月に運転を停止し、同年9月に新規制基準に係る適合性の審査の申請をした。2016年5月11日には新規制基準適合性に係る審査に合格し、2017年6月21日に運転を再開した。

## 構造
一般的に臨界実験装置は炉心の組替えに時間がかかり稼働率が悪くなることから、KUCAでは型式の異なる3つの炉心を共通の駆動装置で運転し、1つの炉心で実験している間に他の炉心では次の実験の準備ができるという画期的な構造が採用された。十二角形の建屋を4つに区切った区画に3つの架台と1つの加速器がそれぞれ配置され、各区画は遮蔽壁で隔てられている。また、それぞれの区画の周りを実験室、研究室で取り巻く形となっている。

## 仕様
- 型式: 濃縮ウラン非均質型複数架台方式
- 熱出力: 100W（短時間最高1kW、年間22kWh）[13]
- 燃料:93%濃縮[注釈 1]ウラン-アルミ合金板状[13]
- 炉心架台、減速材・反射材: 
A架台とB架台は固体減速炉心用で、Cは軽水減速炉心用。A架台とB架台は中心架台の大きさが異なる（A架台は3行×3列、B架台は5行×5列）。計測制御系統は1組しかないため、同時に2つ以上の架台を運転することはできない。

| 架台  | 減速材・反射材                 | 初臨界         |
| ----- | ------------------------------ | -------------- |
| A架台 | 黒鉛、ポリエチレン、ベリリウム | 1974年12月3日  |
| B架台 | 黒鉛、ポリエチレン、ベリリウム | 1974年11月15日 |
| C架台 | 軽水                           | 1974年8月6日   |

- 制御材: 制御棒6本1組（B、Cdなどの吸収材）[13]
- 中性子源: Am-Be[13]

付属設備
- コッククロフト・ウォルトン型加速器
加速器で加速した重水素ビームを架台室に導き、架台室のトリチウムターゲットに衝突させることでD-T反応による14MeVの高エネルギー中性子を発生させ、炉心と組み合わせた実験を行うことができる。[11]。